# 切维尼亚诺-德尔弗留利
切维尼亚诺-德尔弗留利（義大利語：Cervignano del Friuli），是意大利弗留利-威尼斯朱利亚大区乌迪内省的一个市镇。总面积28.47平方公里，人口13425人，人口密度471.5人/平方公里（2009年）。ISTAT代码为030023。